# Paulistinha CAP-4
O Paulistinha CAP-4 é um avião monomotor a pistão, de asa alta, desenvolvido e fabricado pela Companhia Aeronáutica Paulista, nos modelos CAP-4, e posteriormente pela Neiva, no modelo P-56 C. 
É considerada uma das aeronaves treinadoras de maior sucesso no Brasil, tendo formado diversas gerações de pilotos. Seu projeto foi coordenado por Romeu Corsini, da USP. Em 1955, a Neiva adquiriu os direitos de fabricação, lançando uma versão batizada de Paulistinha 56 ou Neiva 56, esta operada pela Força Aérea Brasileira, entre 1959 e 1967.

## Descrição
É um avião monomotor de asa alta, semi-cantiléver, de madeira revestida em tela e fuselagem em tubos de aço, também com revestimento em tela, trem de pouso fixo convencional, hélice de passo fixo e acomodação para dois pilotos em tandem.

## Histórico
O Paulistinha CAP-4, surgiu na verdade em meados da década de 1930 como um projeto da Empresa Aeronáutica Ypiranga (EAY) como uma cópia não licenciada do Taylor Cub movido por um motor radial Salmson AD. O EAY Ypiranga apresentava uma asa alta reforçada, dois assentos em tandem, cabine fechada e uma fuselagem de tubos de aço com cobertura de tecido. A roda do trem de pouso traseiro não era retrátil.
A EAY já havia construído cinco exemplares na época em que a empresa foi adquirida pela Companhia Aeronáutica Paulista (CAP) em 1942. A CAP continuou fabricando o modelo com a designação CAP-4.
Esse modelo teve grande sucesso, com cerca de 800 unidades sendo produzidas para aeroclubes e forças armadas do Brasil, bem como para exportação para Argentina, Paraguai, Chile, Uruguai e Portugal. No momento do pico de produção em 1943, um novo CAP-4 saía da fábrica todos os dias e a produção continuou até 1948.
Em 1956, a Indústria Aeronáutica Neiva (NEIVA) adquiriu os direitos renomeando-o para P-56 Paulistinha, o projeto foi usado na década de 1960 como base para uma aeronave agrícola, o P-56 Agrícola, acrescentando um funil químico de fibra de vidro e "spraybars", mas não foi possível competir com aeronaves agrícolas importadas e especialmente construídas.

## Versões
1. Turismo e Instrução Primária
2. Reboque de planadores

## Configuração
Os dados a seguir foram coletados de manuais de aeroclubes e fabricantes.

### Pesos operacionais máximos
| Peso máximo de decolagem na categoria normal    | 660 kg |
| Peso máximo de decolagem na categoria utilidade | 587 kg |
| Peso básico vazio                               | 434 kg |
| Peso máximo no bagageiro                        | 35 kg  |

### Tripulação
Normalmente a tripulação consiste em um piloto no assento dianteiro (ou traseiro, dependendo da versão).

### Comandos de voo

#### Superfícies primárias
- Dois manches convencionais de barra
- Ailerons (Esquerda e Direita)
- Profundor (Frente e Trás)
- Dois pares de pedais
- Leme

#### Superfícies secundárias
- Compensador do profundor
- Alavanca localizada a esquerda da cabine entre os dois assentos com indicador de posição.

### Instrumentos
Em sua versão básica, a aeronave é equipada com os seguintes instrumentos no painel (da esquerda para a direita)
- Tacômetro (RPM)
- Velocímetro (mph)
- Bússola magnética
- Abaixo da bússola, no centro do painel, existe um nível de bola "bolinha".
- Indicador de temperatura do óleo
- Indicador de pressão do óleo em p.s.i. (lb/pol²).
- Altímetro (ft)

O velocímetro e o altímetro têm suas tomadas de pressão estática localizadas dentro da própria cabine. A tomada de pressão total do velocímetro está fixada no estal do montante sob o bordo de ataque da asa direita.